# Joan Castells i Martí
Joan Castells i Martí (Santa Coloma de Queralt, 22 d’agost de 1906 – Barcelona, 1980) va ser un gravador i pintor català.
Castells va estudiar a l’Escola de Belles Arts de Barcelona, on segons algunes fonts va ser deixeble de Francesc Labarta. El 1929, amb vint-i-tres anys, participa en una col·lecció col·lectiva celebrada a les Galeries Laietanes.
Resideix a Santa Coloma durant els anys trenta. El 10 de novembre de 1930, publica l’article ‘Massa pacífics!’ a La rambla de Catalunya, una dura crítica al paper de l'elit de Santa Coloma de Queralt durant la dictadura de Primo de Rivera i la seva tebiesa en la defensa dels ideals catalanistes.
Entre el 16 de gener i el 5 de novembre de 1932, Castells publica vint articles a La Segarra, amb el pseudònim Thelis, sobre estètica i el patrimoni artístic de Santa Coloma:
1. De la bellesa
2. La moralitat i la figura humana
3. La nostra bellesa monumental
4. Contestant la interpel·lació de Mn. Deogràcies Martí
5. L’Art d’avantguarda
6. La font-obelisc de Pi i Margall
7. Un valor oblidat [article sobre Joan Segura i Valls]
8. Les creus trencades
9. El teatre
10. El sarcòfag dels comtes de Queralt
11. L’aniversari de la mort d’en Rossinyol
12. La cultura artística i els infants
13. La cultura artística, salvaguarda de l’Art Vell
14. Guimerà, el poeta de Catalunya
15. La Festa Major i el nostre patrimoni artístic
16. La col·lecció Plandiura / Una millora estètica
17. Insistim / La medalla d’or del Premi Masriera
18. Un pas enrere [sobre el tancament d’una escola de dibuix]
19. La poesia
20. El maquillatge de la Vella [sobre la restauració monumental a Santa Coloma]
El novembre de 1932, Castells abandona la col·laboració amb La Segarra per desavinences amb el Consell de Redacció.
No hi ha gaire documentació sobre el paper de Castells durant la Guerra Civil Espanyola. El setembre de 1936 és escollit procurador popular del jurat de Santa Coloma; aquest fet, juntament amb la publicació de la novel·la de Frederic Mistral Nerto, il·lustrada per Castells, inclina a pensar que no va ser desplaçat al front.
Acabada la guerra, Castells va ser un de les desenes de colomins detinguts -Salvador Palau en documenta 64- i processades pel règim franquista. El 1941, un Consell de Guerra sumaríssim va desestimar imposar-li cap pena.  En aquests moments, és probable que Castells ja visqués a Barcelona, on es va desplaçar tota la seva família. A la ciutat, va treballar com a gravador oficial de l’Arxiu Històric de Barcelona i del Poble Espanyol de Montjuïc.
També en la dècada dels quaranta, comença a col·laborar en la il·lustració d’obres folklòriques: El llibre de Nadal: costums, creences, significats i orígens (1948)', de Ramon Violant Simorra; en el qual realitza els boixos; El primer llibre de goigs (1949) del Pare Hilari d’Arenys de Mar, i el Costumari Català (1952) de Joan Amades. En la col·laboració amb Amades i Simorra, Castells va descriure alguns costums de Santa Coloma de Queralt que queden recollits en aquestes obres.
Entorn el 1950, Castells publica 10 estampas españolas, un recull de làmines de Navarra, Galícia, Àvila, València, Andalusia, Aragó, Catalunya, Extremadura, Fraga i Girona. En aquestes dates, té el taller artesanal al Poble Espanyol. El 1957 el remodela per convertir-lo "en un taller d'impressió dels primers temps de la premsa moderna" amb l'objectiu "d'aconseguir la màxima qualitat de les proves".
Durant els anys cinquanta i seixanta, la revista mensual La Proa de Palamós encomana a Castells la confecció de cobertes pels seus llibres. Una de les incursions més reeixides que realitza en el camp de la pintura és el quadre ‘Havaneres a Can Xano (Palamós)'.
Malgrat no residir-hi, Castells segueix visitant assíduament Santa Coloma de Queralt, ajudant econòmica algunes famílies necessitades durant els anys de postguerra. La seva vila natal també va ser motiu d’inspiració dels seus gravats. Entre altres, va executar obres de Joan Segura, el Pati d’Armes, el fris de Santa Maria de Bell-lloc, i en commemoració de la XVII Assemblea Intercomarcal d’Estudiosos (1973), una panoràmica de la plaça major i el campanar. En aquestes jornades, Castells va participar-hi amb una comunicació sobre l’activista cultural colomí Eduard Estalella i Brufau.
Segons publica la revista local La Segarra en un article sense firmar, l’afició pel gravat en boix provenia del treball amb el seu pare com a fuster. La mateixa font indica que en els darrers anys de vida, la seva producció artística es va veure minvada per problemes de visió, i que va acabar morint “després d’una curta però cruel malaltia” a 73 anys.